# Boterthee

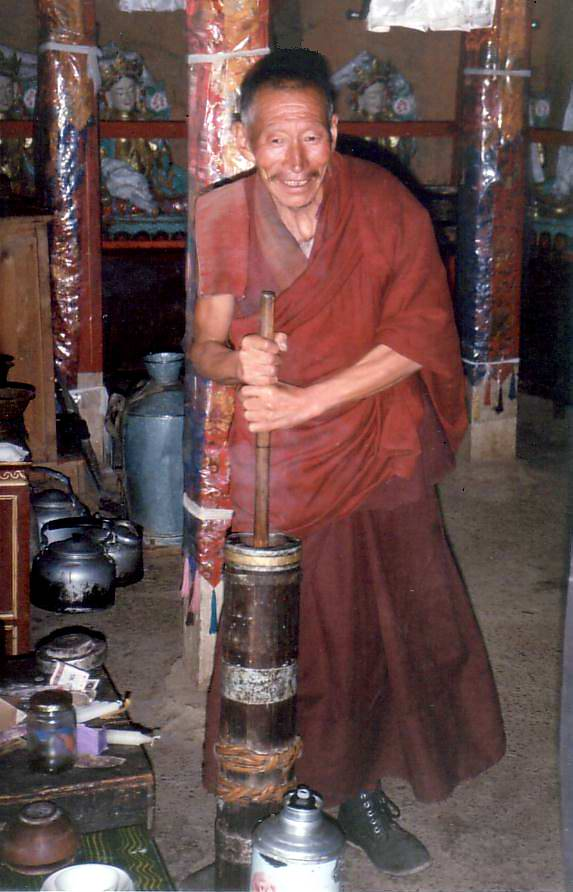
Karnende Tibetaanse monnik

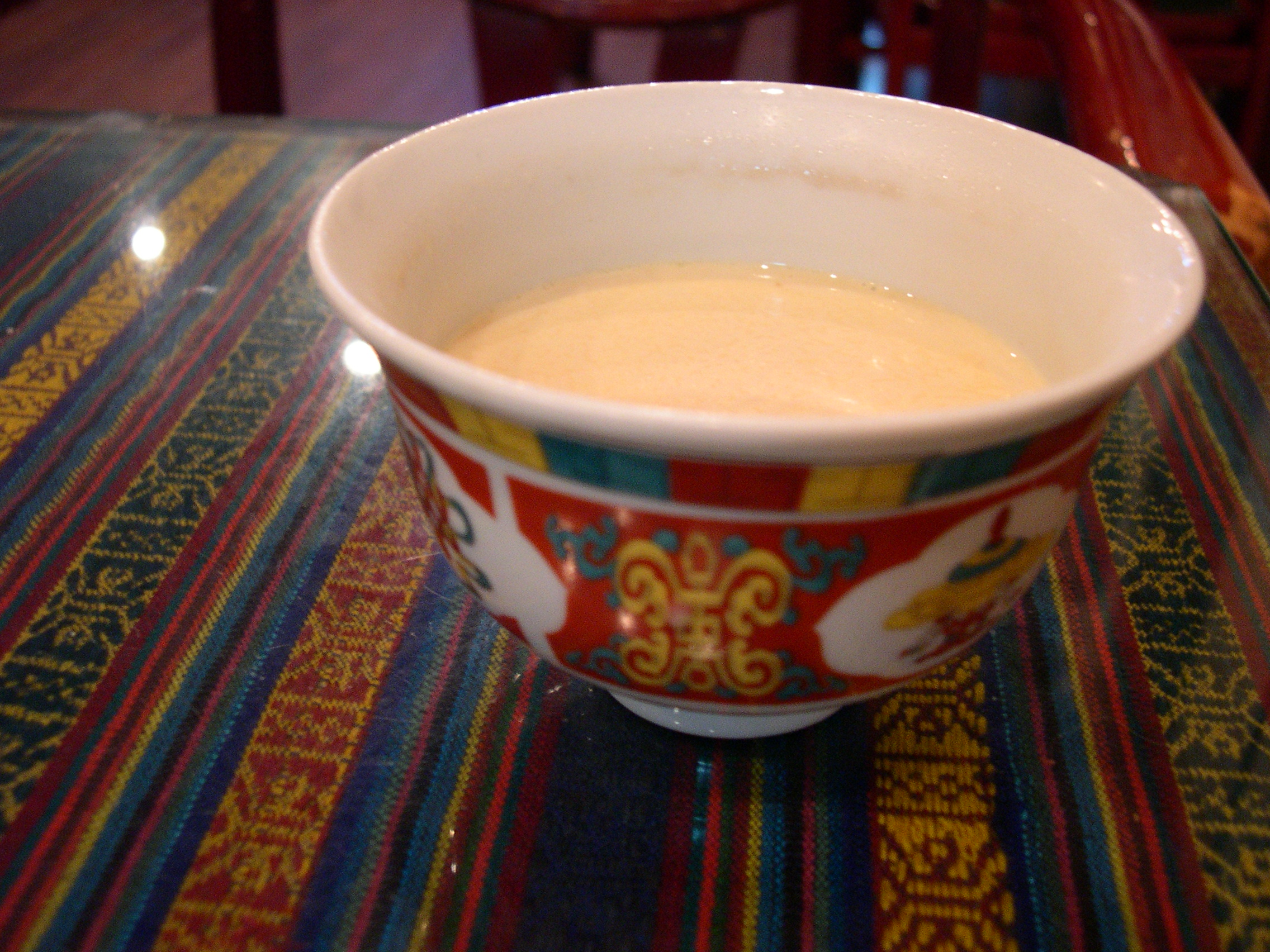
Boterthee in een kom

Boterthee is een niet-alcoholische drank die gemaakt is van theebladeren, boter van de jak en zout. Het wordt vooral buiten de stad gedronken in Tibet, kleine delen van Zuidwest-China en in Bhutan.
Het drankje, dat gemaakt wordt door de theebladeren herhaaldelijk te koken, blijft gedurende een aantal dagen goed.
Boterthee wordt ook gebruikt voor het eten van tsampa: door het erover te gieten, de tsampa erin te dippen of ze met elkaar te mengen.

## Cultuur
Het drinken van boterthee is een alledaags onderdeel van het Tibetaanse leven. Het wordt op verschillende momenten van de dag gedronken en geserveerd aan gasten. Aangezien boter het belangrijkste ingrediënt is, is het een verwarmende drank die energie (calorieën) verschaft en daarom geschikt is om te drinken op grote hoogte, zoals in het Tibetaans Hoogland het geval is. Van de thee wordt gezegd dat het helpt tegen gescheurde lippen. Door nomadenvolken wordt het vaak veel gedronken, tot soms wel 40 koppen per dag.
Naar Tibetaans gebruik wordt boterthee in afzonderlijke teugen gedronken en vult de gastheer na elke teug de kop opnieuw tot de rand. De kop wordt dus nooit tot de bodem leeggedronken. Wanneer de gast niet langer meer wenst te drinken, laat hij het kopje volgens Tibetaanse etiquette staan tot het moment van vertrek.

## Geschiedenis
Thee werd voor de 10e eeuw in Tibet geïntroduceerd, maar kwam pas in algemeen gebruik in de tijd van de sakyadominantie en de regering van Koeblai Khan in de 13e eeuw. Tijdens het vroege deel van het bestuur door de dalai lama's was de handel in thee een regeringsmonopolie en in de eerste helft van de 20e eeuw werd de handel steeds verder geopend.
Een andere lezing schrijft de introductie van thee in Tibet toe aan de Chinese prinses Wencheng die in het jaar 641 als vrouw van de heerser Songtsen Gampo naar het Tibetaanse hof kwam.